# Napoli (ballet)
 For alternative betydninger, se Napoli (flertydig). (Se også artikler, som begynder med Napoli)
Napoli eller Fiskeren og hans Brud er en romantisk ballet skabt af den danske koreograf og balletmester August Bournonville til Den Kongelige Ballet i 1842. Den handler om den unge italienske pige Teresina, der forelsker sig i fiskeren Gennaro. Historien slutter med, at de bliver gift.
Balletten blev koreograferet efter Bournonville havde besøgt Napoli, hvor han var blevet imponeret over den lokale farve og byens kontante bevægelse vitalitet. Han forsøgte at inkludere byens "lys og dynamik" i sit værk, hvor han afsluttede den sidst akt med et livligt tarantella.

## Handlingen
1. akt (Markedet). Teresinas mor, enken Veronica, der ikke vil lade Teresina gifte sig med den fattige fisker Gennaro, introducerer hende for to andre bejlere. Disse er to ældre men velhavende mænd, limonadesælgeren Peppo og makaronifabrikanten Giacomo. Teresina, meget til sin mors fortrydelse, afviser dem begge og begiver sig i stedet bort for at vente på Gennaro. Da Gennaro vender tilbage i havn, opsøger han og Teresina Veronica, og forsøger at overbevise hende om, at de må gifte sig. Heldigvis for dem viser denne opgave sig at være forholdsvis let, idet Veronica ser det unge pars oprigtige kærlighed til hinanden. Fulde af lykke sejler Teresina og Gennaro afsted sammen.
I mellemtiden ankommer en gruppe bajadser som opfører en forestilling i byen. Men en voldsom storm bryder ud, og festlighederne kommer til en abrupt ende. Da stormen lægger sig, er Gennaro blevet fundet, men det er Teresina ikke. Veronica, der tror at Teresina er druknet, sørger åbenlyst over sin datter, og bebrejder Gennaro hendes død. Gennaro, der selv er voldsomt ramt af begivenheden, bliver så oprømt, at han næsten begår selvmord; han stopper dog, da han ser en statue af Jomfru Maria. Fra Ambrosio, den lokale munk, giver Gennaro et billede af Den hellige Madonna, og fortæller ham, at han skal gå og finde Teresina.
2. akt (Den Blå Grotte). Gennaro leder efter Teresina alle vegne, og finder hende til sidst i Den Blå Grotte, et magisk sted behersket af havdæmonen Golfo, der har forvandlet Teresina til en najade. Som følge af forvandlingen husker Teresina ikke længere Gennaro, men gennem tro transformeres Teresina igen til et menneske med hukommelsen intakt. Snart forlader Gennaro og Teresina grotten for at vende tilbage til Napoli.
3. akt (Brylluppet). Da Teresina og Gennaro vender tilbage til Napoli, er byens folk mistænkelige, fordi de troede, at Teresina var død. Peppo og Giacomo forsøger endda at overbevise alle, at Gennaro står i ledtog med djævelen. Rygtet er snart afvist, og brylluppet mellem Teresina og Gennaro finder sted.

## Karakterer
- Teresina, en ung pige der er forelsket i Gennaro
- Gennaro, en ung fisker, der er forelsket i Teresina
- Veronica, Teresinas moder
- Peppo, en velhavende, gammel, limonadesælger, der elsker Teresina
- Giacomo, en ældre, men rig, macaronisælger, der elsker Teresina
- Fra 'Ambrosio, en munk
- Golfo, havdæmonen der hersker i Den blå Grotte

## Musikken
Musikken til balletten er skrevet af flere forskellige komponister. Edvard Helsted og Holger Simon Paulli skrev musikken til første og tredje akt, mens Niels W. Gade skrev musikken til anden akt. H.C. Lumbye skrev finalen.
Balletten regnes som et af Bournonvilles hovedværker og opføres fortsat på Det Kongelige Teater samt på andre scener rundt om i verden.

## Kritik
Balletten er blevet kritiseret for sin lange pantomime i første og anden akt. Selve ballet-dansen kommer først rigtig frem i tredje akt. Da musikken ikke har samme kaliber som Tchaikovsky eller Glazunov mener nogen, at dette kan være en udfordring. Stykket er dog også blevet rost for sin "lokale farve", de ekseptionelle mandlige soloer og det bliver nogle gange refereret til som Bournonvilles "signaturværk".)

## Filmatisering
Napoli blev brugt som udgangspunkt til stumfilmen Tarantellen af Napoli fra 1903, der blev instrueret af Peter Elfelt. De medvirkende var de to balletdansere Hans Beck og Valborg Borchsenius (født Guldbrandsen). Elfelt havde optaget flere små balletfilm, og Tarantellen af Napoli varede 1 minut. Den blev optaget i Elfelts atelier, da det havde gode lysforhold. Til gengæld var der udfordringer med pladsen under indspilningen, da rummet ikke var så stort, og de dansende bevægede sig rundt.

## Galleri
- Balletdanseren Harald Scharff, 1860, Teatermuseet.
- Balletdanseren Grethe Ditlevsen i 1. akt, 1905
- Balletdanseren Yelva Lange i 3. akt, 1904.
- Tarantelle fra Napoli fra filmen Tarantellen af Napoli (1903) af Peter Elfelt.